# Stan Shaw
Pour les articles homonymes, voir Shaw.
Stan Shaw, né le 14 juillet 1952 à Chicago, est un acteur américain.

## Biographie
Stan Shaw est le fils du saxophoniste Eddie Shaw. Avant de se tourner vers une carrière d'acteur, il est professeur de karaté, judo et ju-jitsu. Il se spécialise dans les années 1970 et 1980 dans les rôles d'afro-américains athlétiques et, après une apparition dans Rocky (1976) interprète un premier rôle dans le film The Boys in Company C (1978). Il apparaît ensuite surtout dans des seconds rôles, notamment dans les films Runaway : L'Évadé du futur (1984), Les Nuits de Harlem (1989), Beignets de tomates vertes (1991), Soleil levant (1993) et Snake Eyes (1998).

## Filmographie

### Cinéma
- 1974 : Truck Turner et Cie de Jonathan Kaplan : Fontana
- 1976 : Bingo (The Bingo Long Traveling All-Stars & Motor Kings) de John Badham
- 1976 : Rocky de John G. Avildsen : Dipper
- 1978 : Les Boys de la compagnie C (The Boys in Company C) de Sidney J. Furie : Tyrone Washington
- 1979 : The Great Santini de Lewis John Carlino : Toomer Smalls
- 1983 : La Force de vaincre de Richard Fleischer : P. T. Coolidge
- 1984 : Runaway : L'Évadé du futur : Marvin James
- 1987 : The Monster Squad : l'inspecteur Sapir
- 1989 : Les Nuits de Harlem : Jack Jenkins
- 1990 : Visions en direct : l'inspecteur Webber
- 1991 : Beignets de tomates vertes : Big George
- 1993 : Body : Charles Biggs
- 1993 : Soleil levant : Phillips
- 1995 : L'Invité (Houseguest) : Larry le tatoueur
- 1995 : L'Île aux pirates : Glasspoole
- 1996 : Daylight : George Tyrell
- 1998 : Snake Eyes : Lincoln Tyler

### Télévision
- 1977 : Starsky et Hutch (série télévisée) : Leotis (saison 2, épisode 20)
- 1979 : Racines, les nouvelles générations (mini-série) : Will Palmer
- 1983 : Matt Houston (série télévisée) : Bubba Dax (saison 1, épisode 11)
- 1985 : Capitaine Furillo (série télévisée) : Louis Russ (saison 6, épisodes 2 à 4)
- 1985: Arabesque  ( série télévisée ) Eddie Walters (saison 1 épisode 14)
- 1986 : Gladiator (téléfilm) : Joe Barker
- 1989 : Un flic dans la mafia (série télévisée) : le major Vernon Biggs (saison 3, épisodes 9 à 12)
- 1990 : The Court-Martial of Jackie Robinson (téléfilm) : Joe Louis
- 1992 : La Loi de Los Angeles (série télévisée) : Terry Slueman (saison 7, épisodes 1 à 3)
- 1994 : Nord et Sud (mini-série) : Isaac
- 2002 : X-Files (série télévisée) : Stephen Murdoch (saison 9, épisode 11 : Audrey Pauley)
- 2009 : Les Experts (série télévisée) : Geoff Johnson (saison 10, épisode 4)
- 2016 : Code Black (série télévisée) : Oscar Terzian (saison 2, épisode 5)
- 2016 : Esprits criminels (série télévisée) : Albert Lewis (saison 12, épisode 7)
- 2017 : Jeepers Creepers 3 : shérif Dan Tashtego
- 2019 : Les feux de l'amour (feuilleton télévisé) : Révérend (saison 47)
- 2019 : Une voix d'or pour Noël (Winter Song) (téléfilm) : Fred